# Баралово
Баралово — деревня в Вологодском районе Вологодской области.
Входит в состав Кубенского сельского поселения, с точки зрения административно-территориального деления — в Кубенский сельсовет.
Расстояние по автодороге до районного центра Вологды — 38 км, до центра муниципального образования Кубенского — 8 км. Ближайшие населённые пункты — Белавино, Шаталово, Кулемесово, Мидяново, Илейкино, Коротково.
По переписи 2002 года население — 1 человек.